# Janolus hyalinus
Janolus hyalinus är en snäckart som först beskrevs av Joshua Alder och Hancock 1854.  Janolus hyalinus ingår i släktet Janolus och familjen Janolidae. Inga underarter finns listade i Catalogue of Life.